# 新垣隆
新垣隆（1970年9月1日—）是一名日本作曲家，知名鋼琴家。擔任過大學音樂系講師、音樂研究科特聘教授、也曾參與日本音樂節目的評審。1986起在桐朋學園大學擔任講師，並做出多首膾炙人口的電影配樂與樂曲，以及惡靈古堡、鬼武者等知名電玩遊戲配樂。2014年被爆出他是被譽為日本貝多芬的佐村河内守背後的影子寫手，在週刊報導的次日在東京記者會上承認自己所作所為，並表示道歉。
自2018年與音樂藝能公司COMPANYEAST簽署經紀合約，2018年起與川谷繪音等人組成Genie High。

## 生平

### 幼年與求學
1970年9月1日，新垣隆出生在東京清瀨的一個住宅區，父親在茅場町一家證券公司的調查部工作。
據他本人的回憶表示，由於他的母親喜歡鋼琴，常帶著年幼的新垣隆練習鋼琴，使他對鋼琴產生了興趣。後來，他與他哥哥一起報名山葉鋼琴班學習音樂。長大後考上千葉縣立幕張西高校的音樂科，從桐朋学園大學音樂學部作曲科畢業。

### 就職
新垣隆畢業後開始編輯音樂與兼任音樂教師的工作，作為音樂人活躍，還參加一些配樂的演出，在90年代起擔任桐朋學園大學音樂系講師，並在一次際遇下，透過熟識的友人介紹而結識了有日本貝多芬之美稱的作曲家--佐村河內守，當時他25歲，從此他便充當他的影子寫手長達18年。。

### 影子寫手事件
在2014年2月發行的《周刊文春》雜誌中，紅山紀夫發表了一篇獨家報導，驚爆出有日本貝多芬之美稱的作曲家、佐村河內守，18年來發表的曲子都是由別人操刀，而他背後的影子寫手是43歲的大學兼任講師新垣隆。
2月5日，在桐朋學園大學教音樂的新垣隆發表聲明，承認這些樂曲確實由他代寫，立即引爆媒體熱議。
事情揭發後不久，新垣隆在東京舉行記者會，自稱是「共犯」，並表示道歉，並透露自己從1996年已與佐村河內守合作電影《晚櫻》配樂，當初是透過熟人之邀，以幫佐村河內守製作電影音樂為契機，開始當起了鬼影寫手，本來只是想賺取外快。另外，他也表示在大學的音樂講師薪水並不充裕，因此他常常在下班後還要在镇上的鋼琴補習班去擔任教師，或是到音樂表演會去擔任伴奏員，於是他為了生活糊口而答應接下這個工作。
新垣隆表示，後來在明知被利用的情況下卻依舊持續下去，並且甘願被其擺弄，是因為發現借助對方提供的平台，才能獨立譜寫交響樂，而指揮大型交響樂團演奏，對於身為一名普通音樂教師的自己，根本是夢寐以求的工作。於是他應佐村河内守要求提供了多首歌曲，並獲得了約700萬日元的報酬，並沒有版稅問題。
新垣隆在記者會上表示自己長期對欺騙聽眾感到十分內疚，過去也曾要把此事公之於眾，但佐村河內守懇求他不要這麼做，「他告訴我，如果我不給他寫曲子，他就要自殺，甚至要妻子一起死」
 。
新垣隆說，當得知自己的一首曲子將被奧運採用時，他警覺這場騙局日後若是被揭發將會成為巨大的問題，終於忍無可忍，於是他告訴佐村河內守自己將會出面揭發這件醜聞。
新垣表示，佐村河內守只懂基本鋼琴技巧，不會寫譜，但他會將曲子的形象等要求，寫在紙上交給新垣。新垣隆表示：「我把譜寫好後用鋼琴彈奏，錄下來給他聽，以他選取的片段為基礎，我再做成完整的曲目。」新垣還說，他在合作過程中並沒感覺到佐村河內守是聽障。

### 寫手事件後
記者會後，新垣隆表示自己所為失去做為人師的品德，便在2014年2月9日向任職的大學口頭請辭，起初學校同意他的請辭，但由於學生在網上連署要求學校給予新垣隆寬容的處置，連署不要辭了新垣隆，該連署人數高達7700人，校方於是不同意新垣隆請辭。但新垣隆辭意甚堅，又在2014年2月13日正式提出辭呈，大學最後同意他的辭呈。
影子寫手事件後，新垣隆繼續從事音樂創作，除了參與關於音樂的邀約，也參與一些公開表演。2018年4月、桐朋学園大學重新聘任新垣隆為講師。
2018年起，經紀公司COMPANYEAST與他進行簽約，並且上了許多歌唱節目，擔任評審人員，並與川谷繪音等人組成Genie High。

## 作品

### 以佐村河內守名義發表
以下作品原認為佐村河內守所著，後來被認定為新垣所作。因避免爭議，凡是河內守聲稱作曲時有提供意見的皆不在此列。
- 《第一交響曲，廣島》以佐村河內守的家鄉廣島1945年遭受的原子彈轟炸為主題，已成為日本古典音樂的一大熱門曲目。該曲於2003年完成，首次在為紀念2008年廣島八國集團領導人會議而舉行的音樂會上演奏。[17]並作為日本哥倫比亞唱片公司成立 100 週年慶典的一部分，于2011年發售精裝唱片。 [18]

- 《生化危機》遊戲音樂
- 《鬼武者》相關主題音樂
- 《小提琴奏鳴曲》(Sonatina for Violin)高橋大輔(Daisuke Takahashi)在2014年索契冬奧會比賽中所採用的音樂[1]。

### 電影音樂
- 《記住宇宙之花》電影秋櫻cosmos（1997年）[19]
- 《Orpheus' Lyre》 電影櫻花與再會的加奈子（2013年）[20]

### 其他作曲
- 《July》（Vn,Pf, 1984年）
- 《鋼琴奏鳴曲》（1985年-1986年）
- 《郊外》（6手Pf、2002年）
- 《接近遙遠每日的兩首歌》(遠き日々に寄せるふたつのうた)（Vn,Pf, 2000年）
- 《木管五重奏曲「在明亮的街角」》（2013年）
- 《無伴奏小提琴曲「創造」》（2014年）
- 《交響曲HARIKOMI》（2014年 委託作品）
- 《交響曲足立区ADACHIKU》（2014年）
- 周辺域-Periphery（ CD『糸［Fontec］』収録）
- 《流動的翠碧》（2015年）
- 《鋼琴協奏曲「新生」》（2015年）
- 拉麵花月嵐主打曲（2015年）[21][22]
- 《交響曲 連禱》-Litany- （2016年）
- 埼玉県立川越特別支援学校校歌（2016年）
- 青山☆聖Aoyama Saint Hachamecha High School「天地創造」（2016年 為偶像團體音樂擔任音樂製作）
- 《曽根崎心中》（2016年）
- 《愛之詩》（2016年 坂本冬美主唱 ）
- 《男聲合唱曲「連辭-層次II」》
- 《混合聲合唱曲「連辭-層次III」》（2019年, 東京混声合唱団 委託作品）
- EARTH DEFENSE FORCE: IRON RAIN主題曲「IRON RAIN～望」（2019年）
- 嬉遊曲第1號〜祈禱〜（2012年）
- 嬉遊曲第2號〜走向遙遠希望的道路〜（2020年）
- 使命（2021年、船橋警察署防犯PR曲）

## 外部連結
- 新垣隆　作曲家 （页面存档备份，存于） - 新垣隆官方網站
- 新垣隆的Facebook專頁